# Dansk sømil
Dansk sømil var i søfarten en længdeenhed på 1.851,11 m.
En dansk sømil skal ikke forveksles med en international sømil på 1.852 m, selvom forskellen er på under 1 meter.
En sømil deles i Danmark i 10 kabellængder, der fra metersystemets indførelse i 1907 er på hver 185,2 meter.